# Михайлов, Сергей Петрович
Сергей Петрович Михайлов (род. 22 мая 1965) — сенатор Российской Федерации, член Совета Федерации (с 2018), входит в Комитет Совета Федерации по науке, образованию и культуре.
Из-за поддержки нарушения территориальной целостности Украины во время российско-украинской войны находится под персональными международными санкциями Евросоюза, США, Великобритании и ряда других стран.

## Биография
В 1990 году окончил исторический факультет Читинского государственного педагогического института, затем преподавал в Нерчинском совхозе-техникуме, с 1997 по 2008 год являлся директором Нерчинского аграрного техникума. В 2002 году окончил Дальневосточную академию государственной службы по специальности «менеджмент».
Депутат Нерчинского районного совета двух созывов (2000—2008 годы), депутат Законодательного Собрания Забайкальского края (с 2008 года). С сентября 2013 года — председатель комитета по аграрной политике и потребительскому рынку, с октября 2013 года — первый заместитель председателя, с февраля 2016 года — исполняющий обязанности председателя Законодательного собрания Забайкальского края.
С 2013 года руководил региональным отделением «Единой России» в Забайкалье.
27 сентября 2018 года 35 депутатов Заксобрания из 48 присутствовавших на заседании проголосовали за наделение Михайлова полномочиями члена Совета Федерации — представителя от Законодательного собрания Забайкальского края.
8 октября 2018 года полномочия Михайлова подтверждены Советом Федерации.

## Награды
- Медаль ордена «За заслуги перед Отечеством» II степени (17 августа 2023 года) — pа большой вклад в развитие парламентаризма, активную законотворческую деятельность и многолетнюю добросовестную работу[8]
- Благодарность Правительства Российской Федерации (17 января 2023 года) — за большой вклад в развитие российского парламентаризма и активную законотворческую деятельность[9]